# Roset-Fluans
Roset-Fluans è un comune francese di 461 abitanti situato nel dipartimento del Doubs nella regione della Borgogna-Franca Contea.

## Società

### Evoluzione demografica
Abitanti censiti